# The Hatchet Man
The Hatchet Man is een Amerikaanse misdaadfilm uit 1932 onder regie van William A. Wellman. Destijds werd de film in Nederland uitgebracht onder de titel De wraak van Mr. Wong.

## Verhaal
Tijdens een bendeoorlog in Chinatown krijgt bendelid Wong Low Get de opdracht om zijn jeugdvriend Sun Yat Ming te vermoorden. Voor zijn dood vraagt Sun hem voor zijn dochter Toya San te zorgen en met haar te trouwen, wanneer ze volwassen is. Als Wong later ontdekt dat Toya San een relatie heeft met een andere man, laat hij haar geliefde naar het buitenland verbannen. 

## Rolverdeling
| Acteur             | Personage    |
| ------------------ | ------------ |
| Edward G. Robinson | Wong Low Get |
| Loretta Young      | Sun Toya San |
| Dudley Digges      | Nog Hong Fah |
| Leslie Fenton      | Harry En Hai |
| Edmond Breese      | Yu Chang     |
| Tully Marshall     | Long Sen Yat |
| J. Carrol Naish    | Sun Yat Ming |
| Charles Middleton  | Lip Hop Fat  |
| E. Alyn Warren     | Soo Lat      |
| Edward Peil sr.    | Bing Foo     |